# Firth of Forth
Firth of Forth (gael. Linne Foirthe) – zatoka Morza Północnego (Ocean Atlantycki) u wschodniego wybrzeża Szkocji, stanowiąca estuarium rzeki Forth.
Zatoka wcina się w ląd na odległość 77–88 km. U wejścia mierzy do 31 km szerokości, zwęża się w kierunku zachodnim. Zachodni kraniec zatoki (ujście rzeki Forth) znajduje się na wysokości miasta Kincardine lub, według innej definicji, dalej w głębi lądu – w okolicach Stirling, gdzie kończy się strefa oddziaływania pływów morskich.
Na południowym wybrzeżu położona jest stolica Szkocji, Edynburg. Inne większe miasta nad zatoką to Alloa, Grangemouth, Bo’ness, Queensferry, Dalgety Bay, Burntisland, Kirkcaldy, Methil, Musselburgh, Prestonpans, Cockenzie and Port Seton oraz North Berwick. W Rosyth znajduje się stocznia marynarki wojennej.
Przez zatokę prowadzi most kolejowy Forth Bridge (otwarty w 1890 roku), wpisany na listę światowego dziedzictwa UNESCO, a także cztery mosty drogowe – Kincardine Bridge (1936), Forth Road Bridge (1964), Clackmannanshire Bridge (2008) oraz Queensferry Crossing (2017).
Zatoka połączona jest z zatoką Firth of Clyde na zachodnim wybrzeżu Szkocji poprzez kanał śródlądowy Forth and Clyde Canal, oddany do użytku w 1790 roku. 

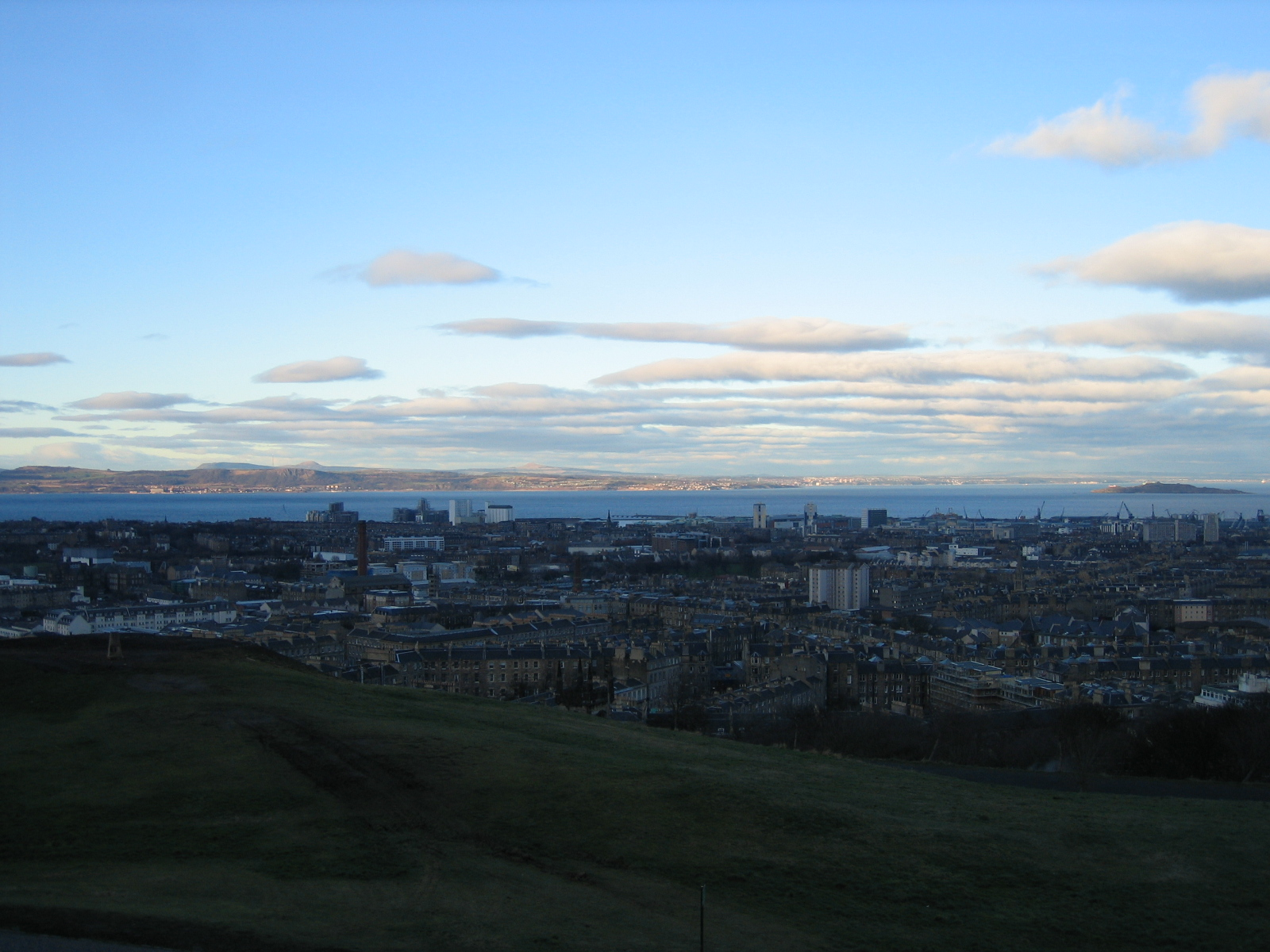
Zatoka widziana ze wzgórza Calton Hill(inne języki) w Edynburgu
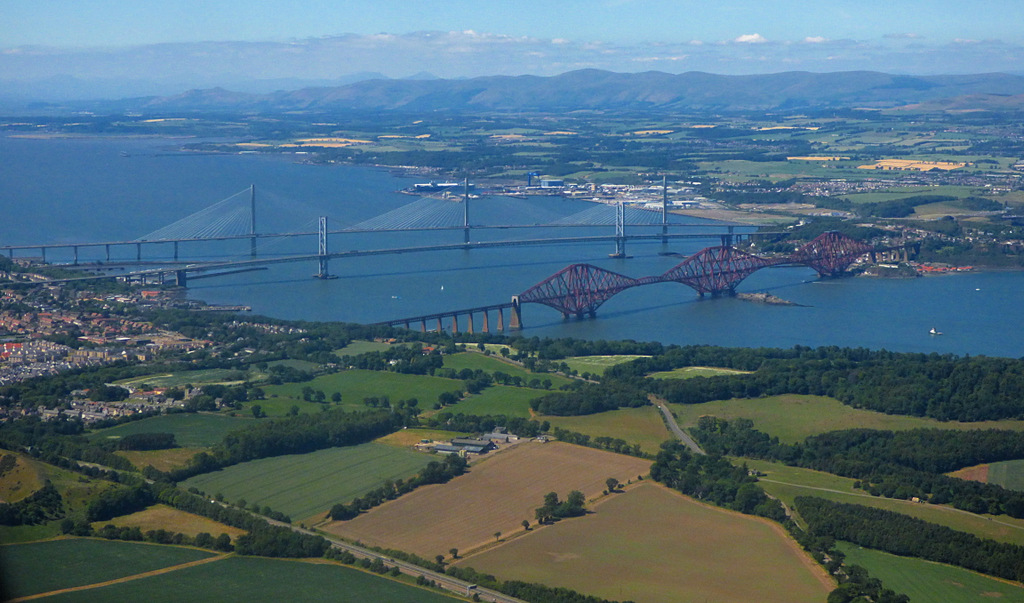
Widok na zatokę na wysokości miasta Queensferry
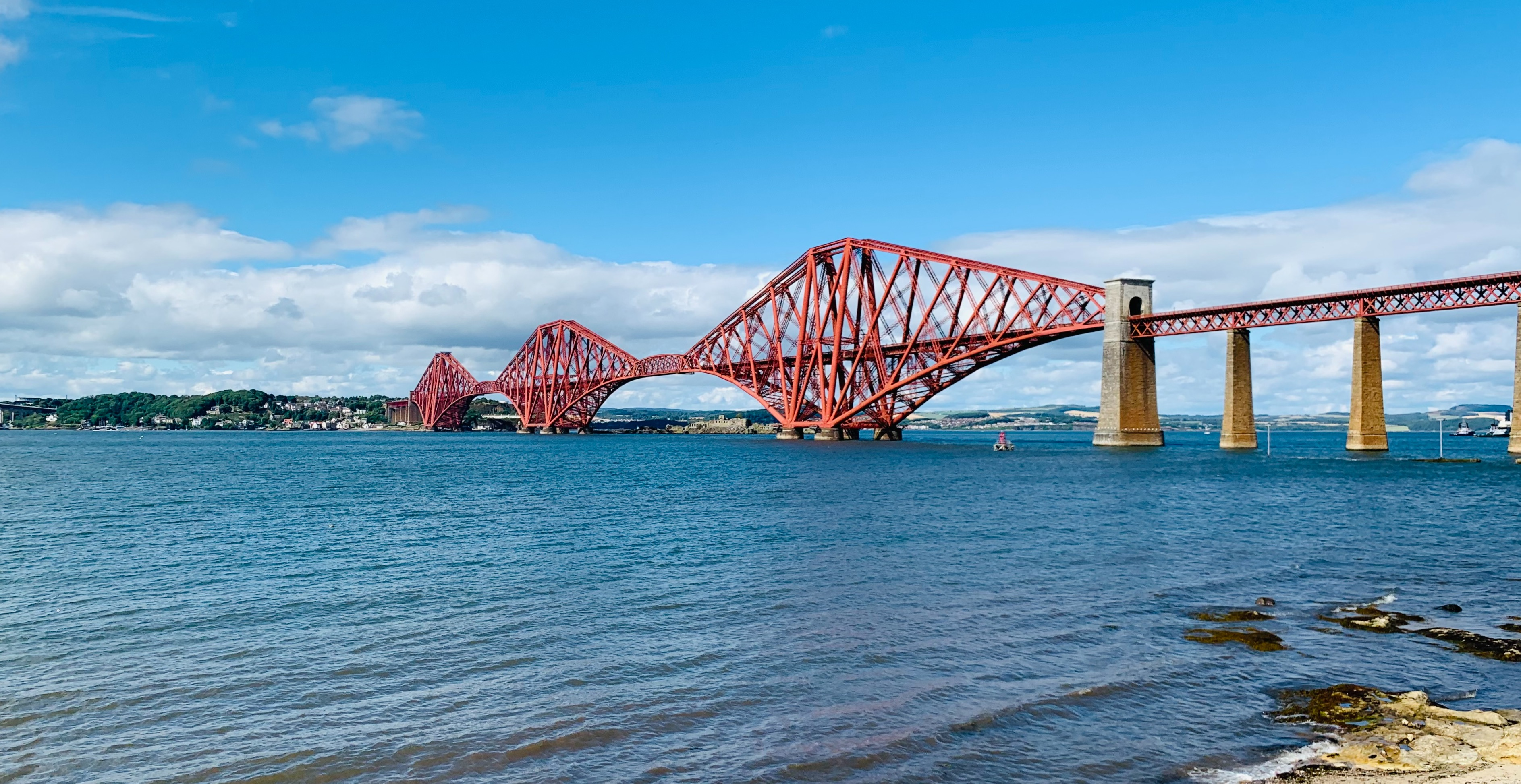
Most kolejowy Forth Bridge